# Xavien Howard
Xavien Howard (nacido el 4 de julio de 1993) es un jugador profesional estadounidense de fútbol americano que juega en la posición de cornerback y actualmente milita en los Miami Dolphins de la National Football League (NFL).

## Biografía
Howard asistió a la preparatoria Wheatley High School en Houston, Texas, donde practicó fútbol americano. Al finalizar la preparatoria, fue considerado como un atleta de dos estrellas en la posición de cornerback por Rivals.com.
Posteriormente, asistió a la Universidad de Baylor donde jugó con los Baylor Bears entre 2013 y 2015. Durante su carrera universitaria, registró 98 tacleadas, 10 intercepciones, 1.5 capturas (sacks) y un touchdown. Después de su tercer año con los Bears y ser nombrado al primer equipo All-Big 12, se declaró elegible para el Draft de la NFL de 2016.

## Carrera

### Miami Dolphins
Howard fue seleccionado por los Miami Dolphins en la segunda ronda (puesto 38) del Draft de la NFL de 2016, y firmó un contrato de cuatro años por $6,12 millones con $3,38 millones garantizados y un bono por firmar de $2,65 millones. El 6 de octubre de 2016, Howard sufrió una lesión en la rodilla durante una práctica, la cual requirió cirugía y lo obligó a perderse los siguientes nueve juegos (semanas 5-14 de la temporada). Terminó su temporada de novato en 2016 con 40 tacleadas combinadas (29 en solitario) y seis pases desviados en siete juegos, seis de ellos como titular. 
En 2017, Howard terminó con 48 tacleadas combinadas (42 en solitario), 13 desvíos de pase, cuatro intercepciones y una captura en 16 juegos como titular. Fue nombrado Jugador Defensivo de la Semana de la AFC por su actuación contra los New England Patriots el 11 de diciembre, donde desvió tres pases e interceptó al mariscal de campo Tom Brady dos veces en la victoria por 27-20 en Monday Night Football.
En 2018, Howard registró 35 tacleadas, 12 pases defendidos y una marca personal de 7 intercepciones (líder de la liga) en 12 juegos. Se perdió los últimos cuatro encuentros de la temporada debido a una lesión en la rodilla que sufrió ante los Buffalo Bills en la Semana 13. A pesar de ello, fue invitado a su primer Pro Bowl y fue nombrado al segundo equipo All-Pro.
El 9 de mayo de 2019, Howard firmó una extensión de contrato por cinco años y $76.5 millones con los Dolphins, con $46 millones garantizados, convirtiéndolo en el esquinero mejor pagado de la liga. Sin embargo, en la temporada 2019 solo registró 17 tacleadas y una intercepción en cinco encuentros debido a una lesión en la rodilla, por lo que fue incluido en la lista de reservas lesionados el 29 de octubre.
En 2020, Howard registró un total de 51 tacleadas y un balón suelto forzado en 16 juegos como titular, y lideró la liga con 10 intercepciones y 20 pases defendidos, por lo que fue seleccionado a su segundo Pro Bowl y al primer equipo All-Pro.

## Estadísticas generales
|  | Seleccionado al Pro Bowl |

| Año   | Equipo | Juegos | Juegos | Tacleadas | Tacleadas | Tacleadas | Tacleadas | Intercepciones | Intercepciones | Intercepciones | Intercepciones | Intercepciones | Intercepciones | Balones sueltos | Balones sueltos | Balones sueltos | Balones sueltos |
| Año   | Equipo | GP     | GS     | Comb      | Total     | Ast       | Sck       | PDef           | Int            | Yds            | Avg            | Lng            | TDs            | FF              | FR              | Yds             | TDs             |
| ----- | ------ | ------ | ------ | --------- | --------- | --------- | --------- | -------------- | -------------- | -------------- | -------------- | -------------- | -------------- | --------------- | --------------- | --------------- | --------------- |
| 2016  | MIA    | 7      | 6      | 40        | 29        | 11        | 0.0       | 6              | --             | --             | --             | --             | --             | 1               | 0               | --              | --              |
| 2017  | MIA    | 16     | 16     | 48        | 42        | 6         | 1.0       | 13             | 4              | 71             | 17.8           | 30             | 1              | 0               | 0               | --              | --              |
| 2018  | MIA    | 12     | 12     | 35        | 25        | 10        | 0.0       | 12             | 7              | 52             | 7.4            | 39             | 0              | 0               | 1               | 0               | 0               |
| 2019  | MIA    | 5      | 5      | 17        | 12        | 5         | 0.0       | 4              | 1              | 0              | 0.0            | 0              | 0              | 0               | 0               | --              | --              |
| 2020  | MIA    | 16     | 16     | 51        | 40        | 11        | 0.0       | 20             | 10             | 77             | 7.7            | 29             | 0              | 1               | 0               | --              | --              |
| Total | Total  | 56     | 55     | 191       | 148       | 43        | 1.0       | 55             | 22             | 200            | 9.1            | 39             | 1              | 2               | 1               | 0               | 0               |

Fuente: Pro-Football-Reference.com